# Pleurothallis medusa
Pleurothallis medusa är en orkideart som beskrevs av Carlyle August Luer. Pleurothallis medusa ingår i släktet Pleurothallis, och familjen orkidéer.
Artens utbredningsområde är Costa Rica. Inga underarter finns listade i Catalogue of Life.